# Long Parliament

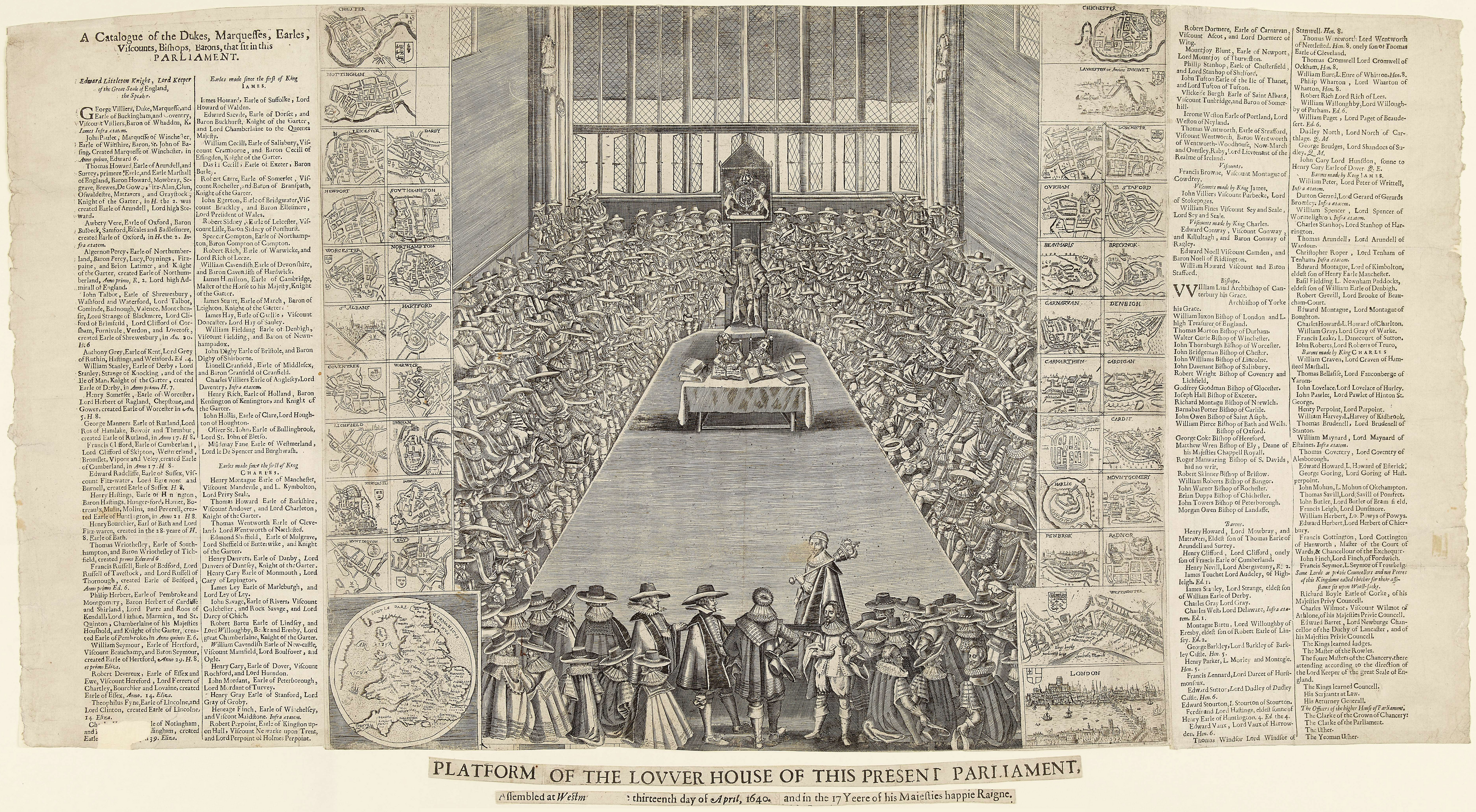
Het Long Parliament in zitting, 1640

Het Long Parliament is de benaming voor het Engels parlement dat werd samengeroepen in november 1640 en met een lange onderbreking zitting had tot maart 1660.

## Short Parliament
Koning Karel I van Engeland had het Engelse parlement in 1629 ontbonden om zo zijn persoonlijk bewind te kunnen voeren, maar door geldgebrek moest hij het parlement opnieuw bijeenroepen om een belasting te laten goedkeuren en om oorlogen te kunnen voeren. Dit parlement kwam bijeen op 13 april 1640 en werd reeds na drie weken op 4 mei weer verdaagd. Het ging daarom de geschiedenis in als het Short Parliament.

## Long Parliament
In oktober 1640 werd een nieuw parlement gekozen, het Long Parliament. Het werd geïnstalleerd op 6 november en ging onder de puriteinse leider John Pym opnieuw de confrontatie aan met de koning. De puriteinen wilden namelijk alleen de belasting goedkeuren indien hij hun eisenbundel Grand Remonstrance aanvaardde. Het hield een opsomming van alle wantoestanden van Karels beleid in en was gericht aan het volk, niet aan de koning zoals gebruikelijk was.
Op 4 januari 1642 kwam koning Karel I persoonlijk naar het Lagerhuis met 400 soldaten om John Pym en vier van zijn belangrijkste medestanders te arresteren en te beschuldigen van hoogverraad. Hij achtte de vijf parlementsleden verantwoordelijk voor alle problemen met het parlement. De koning mislukte in zijn opzet. De Engelse Burgeroorlog stond voor de deur.